# John Markovski
John Markovski (né le 15 avril 1970 en Australie) est un joueur de football international australien, qui évoluait au poste d'attaquant, avant d'ensuite devenir entraîneur.

## Biographie

### Carrière de joueur

#### Carrière en sélection
Avec l'équipe d'Australie, il dispute 19 matchs entre 1994 et 1998. Il figure notamment dans le groupe des sélectionnés lors de la Coupe d'Océanie de 1996.
Il dispute également les JO de 1992 avec la sélection australienne.

## Palmarès
Australie
- Coupe d'Océanie (1) :
  - Vainqueur : 1996.